# Дедич, Амар
Ама́р Де́дич (босн. Amar Dedić; род. 18 августа 2002, Целль-ам-Зе, Зальцбург) — боснийский футболист, защитник клуба «Бенфика» и сборной Боснии и Герцеговины.

## Клубная карьера
Дедич — воспитанник клубов ЛУВ Грац, «Штурм» и «Ред Булл Зальцбург». 26 июля 2019 года в матче против «Амштеттена» он дебютировал во Второй лиге Австрии в составе дублёров последних. 9 сентября 2020 года в поединке Кубка Австрии против «Брегенца» Амар дебютировал за основной состав. Летом 2021 года Дедич для получения игровой практики на правах аренды перешёл в «Вольфсберг». 16 июля в поединке Кубка Австрии против «Винер Шпорт-Клуб» Амар забил свой первый гол за новую команду. 25 июля в матче против «Аустрии Клагенфурт» он дебютировал в австрийской Бундеслиге.

## Международная карьера
29 марта 2022 года в товарищеском матче против сборной Люксембурга Дедич дебютировал за сборную Боснии и Герцеговины.